# 屈冬玉
屈冬玉（1963年10月29日—），男，湖南永州人，中华人民共和国政治人物，中国共产党党员，现任联合国粮食及农业组织总干事。

## 生平
1979年考入湖南农业大学园艺系。1983年进入中国农业科学院研究生院学习遗传育种，1986年毕业，获硕士学位，同年加入中国共产党，进入中国农业科学院蔬菜花卉研究所工作。1996年在荷兰瓦赫宁根大学获博士学位。
回国后于1997年开始担任副所长。1999年升任研究员。2000年至2002年，担任所长。2001年至2011年，担任中国农业科学院副院长。2011年，担任宁夏回族自治区人民政府副主席。2015年7月，担任农业部副部长。
屈冬玉在2019年6月23日举行的第41届粮农组织大会上获得了第一轮投票的提名，获得了191个成员国中得到108票。

## 奖项和荣誉
在2006年的世界马铃薯大会上获得世界马铃薯产业杰出贡献奖。